# Symplecis carinulata
Symplecis carinulata là một loài tò vò trong họ Ichneumonidae.